# Markentransfer
Markentransfer, auch Markendehnung genannt, ist die Übertragung einer Marke auf neue Produkte oder Produkte, die nicht ursprünglich mit dieser ausgezeichnet waren, sowie der Transfer einer Marke auf neue geographische Märkte. 
Der Markentransfer stellt eine der beiden Basisstrategien zur Einführung neuer Produkte und Dienstleistungen dar (Fuchs 2004, S. 3f). Im Gegensatz zur Neumarkenstrategie, bei der eine neue Marke für das einzuführende Produkt bzw. die einzuführende Dienstleistung erdacht wird, überträgt man beim Markentransfer einen bereits etablierten Markennamen auf das neue Produkt bzw. die neue Dienstleistung. Werden zwei oder mehr Marken zur Einführung neuer Produkte oder Dienstleistungen eingesetzt, so ist häufig von einer Markenallianz die Rede. 
In der Praxis des Markenmanagement werden meist zwei klassische Typen von Markentransfer unterschieden:
- Markenerweiterung
- Produktlinienerweiterung

Daneben kann eine Marke auch räumlich, d. h. auf neue geographische Märkte ausgedehnt werden (vgl. Ansoff-Matrix).

## Markenerweiterung
Bei der Markenerweiterung (Englisch: Brand Extension oder Category Extension) wird die bestehende Marke auf ein Produkt in einer neuen Produktkategorie übertragen. Je nach den Eigentumsverhältnissen an Marken kann dies intern (im eigenen Unternehmen) oder extern (durch Lizenzierungen fremder Marken) geschehen. Hierbei wird die Markenbekanntheit und das Image des ursprünglichen Produkts genutzt. Im Vergleich zur Neumarkenstrategie besteht ein großer Kosten- und Zeitvorteil. 
Ein in der Erforschung der Erfolgsfaktoren von Markenerweiterungen diskutiertes Konzept lautet: Je ähnlicher ein Erweiterungsprodukt dem Mutterprodukt ist (sog. „Fit“), desto höher ist die Akzeptanz des Konsumenten. In diesem Zusammenhang untersucht Berend (2002) in mikroökonomischen Modellen die Dimensionen und Distanzen, die für Markenerweiterungen relevant sind. Grundlegend ist auch die Arbeit von Hätty (1989).
Ein Beispiel ist die Marke Dunhill (Tabak, Zigaretten, Pfeifen), die durch Lizenzierung die Marke Alfred Dunhill auf Herrenbekleidung, Schreibartikel und Uhren ausgeweitet hat. Durch den erfolgreichen Markentransfer erwirtschaftet Dunhill inzwischen 90 Prozent des Gesamtumsatzes mit Transferprodukten.
Der idealtypische Markenerweiterungsprozess hat ausschließlich positiven Einfluss auf die Stammmarke und das neue Produkt. Das Erweiterungsprodukt partizipiert am bereits aufgebauten Image der Stammmarke und gibt selbst positive Impulse zurück. 
Erfolglose Markenerweiterungen verletzten die Stammmarke nur, wenn eine zu große Ähnlichkeit zum neuen Produkt vorliegt.

## Produktlinienerweiterung
Im Falle einer Produktlinienerweiterung (Englisch: Line Extension) wird die bestehende Marke innerhalb der gleichen Produktkategorie auf ein neues Produkt transferiert, es entsteht eine Produktdifferenzierung unter dem Dach der bestehenden Marke. Dies geschieht meist in Märkten, die dem der Ausgangsmarke entsprechen oder eng mit diesem verwandt sind. 
Typische Differenzierungen sind zum Beispiel:
- neue Geschmacksrichtungen
- neue Farben oder Formen
- neue Zutaten
- neue Packungsgrößen

So hat sich zum Beispiel Coca-Cola für die Produktlinienerweiterung um Light-Produkte entschieden (Coca-Cola Light). Die Bedeutung des Markentransfers für die Branche der Hersteller alkoholfreier Getränke ist ausführlich diskutiert worden (Berend 2002). 
Ähnlich verfahren die meisten Brauereien, um eine alkoholfreie Version ihrer Biermarke zu vermarkten oder auch Fernsehanstalten, die neue Sender auf die Bildschirme schicken (Beispiel: RTL II).
Im Gegensatz zur Markenerweiterung kommt es bei der Produktlinienerweiterung fast nie zu einer externen Transferstrategie, da hier gezielt auf die Marktabdeckung hingearbeitet wird und die Produktlinienerweiterung sich meist an die spezifischen Bedürfnisse einzelner Kundensegmente anlehnt. Das Ziel hierbei ist es, möglichst keine Lücken für Konkurrenzmarken zu lassen. 
Allerdings kann es durch Produktlinienerweiterungen zur Kannibalisierung des alten Produkts kommen. Deshalb ist es notwendig, bei der Planung genaue Zielgruppenbestimmungen vorzunehmen und Wanderungsbewegungen zu analysieren und zu erahnen, um vorbereitet und schnell reagieren zu können.
Einige Unternehmen sind bereit, die Überschneidung der eigenen Produkte in Kauf zu nehmen, da diese lieber durch eigene Marken andere eigene Marken kannibalisieren lassen als sie durch Konkurrenzprodukte ernsthaft in Gefahr zu bringen.

## Erweiterung auf neue geographische Märkte
Von einem Markentransfer spricht man in diesem Fall, wenn die Konsumenten – obwohl das Angebot vorher nicht auf diesem Markt erhältlich war – bereits Kenntnisse über die Marke bzw. das Angebot besitzen. Beispielsweise war Ben & Jerry’s Eiscreme bei der Einführung in den deutschen Markt zu einem gewissen Grad bereits bekannt und hatte bereits ein bestimmtes Image, so dass hier von einem Markentransfer ausgegangen werden kann. Liegt jedoch keine Markenbekanntheit auf dem neuen geographischen Markt vor, so ist von einer Neumarkenstrategie auszugehen (Völckner 2003).

## Psychologische Aspekte von Markentransfers
Im Hinblick auf die Konsumenten erläutert Hätty (1989) lerntheoretische Ansätze zur Erklärung der psychologischen Aspekte von Markentransfers. Dabei stützt er sich auf das Stimulus-Organism-Response-Konzept (S-O-R), wobei der Markentransfer selbst den Stimulus darstellt und die Reaktion der Kauf des Transferproduktes ist. Im Organismus finden Wahrnehmungsprozesse, Einstellungsbildung und Lernprozesse statt, die letztendlich zu einem Wissens- oder Einstellungstransfer von der genutzten Marke auf das neue Produkt führen. Hätty stellt heraus, dass Einstellungen (gegenüber einer Marke) durch Lernprozesse erworben werden, im konkreten Fall also das gemeinsame Auftreten eines Markennamens mit bestimmten Eigenschaften eines Produktes. 
 Lerntheoretisch basiert der Markentransfer auf dem Prinzip der Reizgeneralisierung. Dieses beschreibt, dass auf einen gleichen Reiz nicht immer vollständig gleiche, sondern lediglich ähnliche Reaktionen folgen (Reaktionsgeneralisation). Umgekehrt wird eine bestimmte Reaktion auch nicht nur durch einen einzigen Reiz, sondern ebenfalls durch ähnliche Reize ausgelöst (Reizgeneralisation). Für den Markentransfer bedeutet das, dass gleich markierte Produkte (ähnliche Reize) zu Generalisationsprozessen beim Konsumenten führen und es somit zum Einstellungstransfer kommen kann.
Ein weiterer verhaltenswissenschaftlicher Erklärungsansatz für den Markentransfer ist die Schematheorie, die auf Erkenntnissen der Kognitionspsychologie basiert und davon ausgeht, dass Konsumenten markenbezogenes Wissen in Markenschemata organisieren. Bei Markenschemata handelt es sich um komplexe Wissenseinheiten, welche typische Eigenschaften und feste standardisierte Vorstellungen beinhalten, die Konsumenten mit der Marke verbinden. Der Zweck von Markenschemata besteht darin, Lernprozesse durch Denkschablonen zu vereinfachen. Der Markentransfer lässt sich nach diesem Ansatz folgendermaßen erklären: Stimmen bei einem unter einer bestehenden Marke neu eingeführten Produkt bzw. einer Leistung Reize mit dem Konzept eines bereits bestehenden Schemas überein, so wird dieses neue Produkt (Leistung) dem Schema zugeordnet und entsprechend „schemenadäquat“ bearbeitet. Wird das Transferprodukt konsistent zum Markenschema wahrgenommen (Fit), werden Einstellungen und Images übertragen. Bei der Wahrnehmung einer Inkonsistenz des Transferproduktes zum Markenschema, sind entweder eine Veränderung der Einstellung zur Stammmarke (Veränderung des ursprünglichen Schemas) oder die Bildung eines eigenständigen Subschemas denkbar. In diesen beiden Fällen erfolgen keine vollständigen Transfers von Image bzw. Einstellung (vgl. Baumüller 2008).